# Bannio Anzino
Bannio Anzino es una localidad y comune italiana de la provincia de Verbano-Cusio-Ossola, región de Piamonte, con 543 habitantes.

## Evolución demográfica
| Gráfica de evolución demográfica de Bannio Anzino entre 1861 y 2001 |
|                                                                     |
| Fuente ISTAT - elaboración gráfica de Wikipedia                     |